# USS Apogon (SS-308)
Za druga plovila z istim imenom glejte USS Apogon.
USS Apogon (SS-308) je bila jurišna podmornica razreda Balao v sestavi Vojne mornarice Združenih držav Amerike.

## Zgodovina
Med drugo svetovno vojno je podmornica opravila 8 bojnih patrulj. Namerno je bila potopljena 1. julija 1946 v sklopu operacije Crossroads.